# Марийка Радева
Марийка Иванова Радева е български историк, професор в Софийския университет „Св. Климент Охридски“.

## Биография
Родена е на 30 септември 1943 г. в Княз Симеоново, Търновско. През 1967 г. завършва история в Софийския университет. От 1966 до 1972 г. е учителка в Русе. От 1972 г. е асистент. През 1977 г. защитава докторска дисертация на тема „Културната политика на правителството на Народнолибералната партия 1903 – 1908 г.“. През 1978 г. специализира в Москва, а през 1982 г. в Рим. От 1983 г. е доцент, след това е хабилитирана за професор по методика на обучението по история в Историческия факултет на Софийския университет „Св. Климент Охридски“.

## Научна дейност
Марийска Радева е автор на множество научни публикации и учебници по история за средното училище:
- Философските и политическите възгледи на Иван Д. Шишманов. – ГСУ ИФ 69, 1975 (1980).
- Културната политика на българската буржоазна държава 1885 – 1908. София, 1982.
- Културните взаимоотношения между България и нейните съседи 1903 – 1908. – В: България и Балканите 681 – 1981, София, 1983.
- Идеята за национално единство и достойнство в просветната политика на българската държава след Освобождението. – ИБИД 35, 1983.
- Учебниците по българска история (1879 – 1900) и възпитаването на национални чувства и национално съзнание. – ГСУ ИФ 75, 1986.
- История на Софийския университет „Климент Охридски“. София, 1988 (съавтор).
- Българското учителство и държавата в края на ХIХ и началото на ХХ в. Някои аспекти на взаимоотношенията между тях. – В: Интелигенцията в културологична перспектива, София, 1992.
- Софийският университет пред българското общество 1888 – 1908. – Studia Balkanica 21, 1992.
- Национални ориентири и европейски измерения в българското културно развитие (1878 – 1912). – В: Очерци по българска история 1878 – 1948, София, 1992.
- Култура и политика в България 1919 – 1944. – В: Очерци по българска история 1819 – 1948, София, 1993.
- Проблеми на обучението по история в училище. София, 1993 (съавтор).
- История за шести клас на СОУ. София (Просвета), 1994.
- История за 6 клас на СОУ. Книга за учителя. София (Просвета), 1995.
- История на България за 11 клас. София (Просвета), 1996 (съавтор).
- История на България за 11 клас. Книга за учителя. София (Просвета), 1998.